# Chloronana boliviana
Chloronana boliviana är en insektsart som beskrevs av Henry Fairfield Osborn 1938. Chloronana boliviana ingår i släktet Chloronana och familjen dvärgstritar. Inga underarter finns listade i Catalogue of Life.